# Alexander Lake (Michigan)
Der Alexander Lake ist ein See im Chippewa Lake North Quadrangle, Osceola County, Michigan.
Die nächstgelegene Stadt ist Evart, das 7,5 Kilometer nördlich des Sees liegt. Der nächste größere See ist der Saddlebag Lake 1,7 Kilometer westnordwestlich. In der Nähe des Alexander Lake (600 Meter) befindet sich der Friedhof von South Evart.